# Збройні сили Австрії

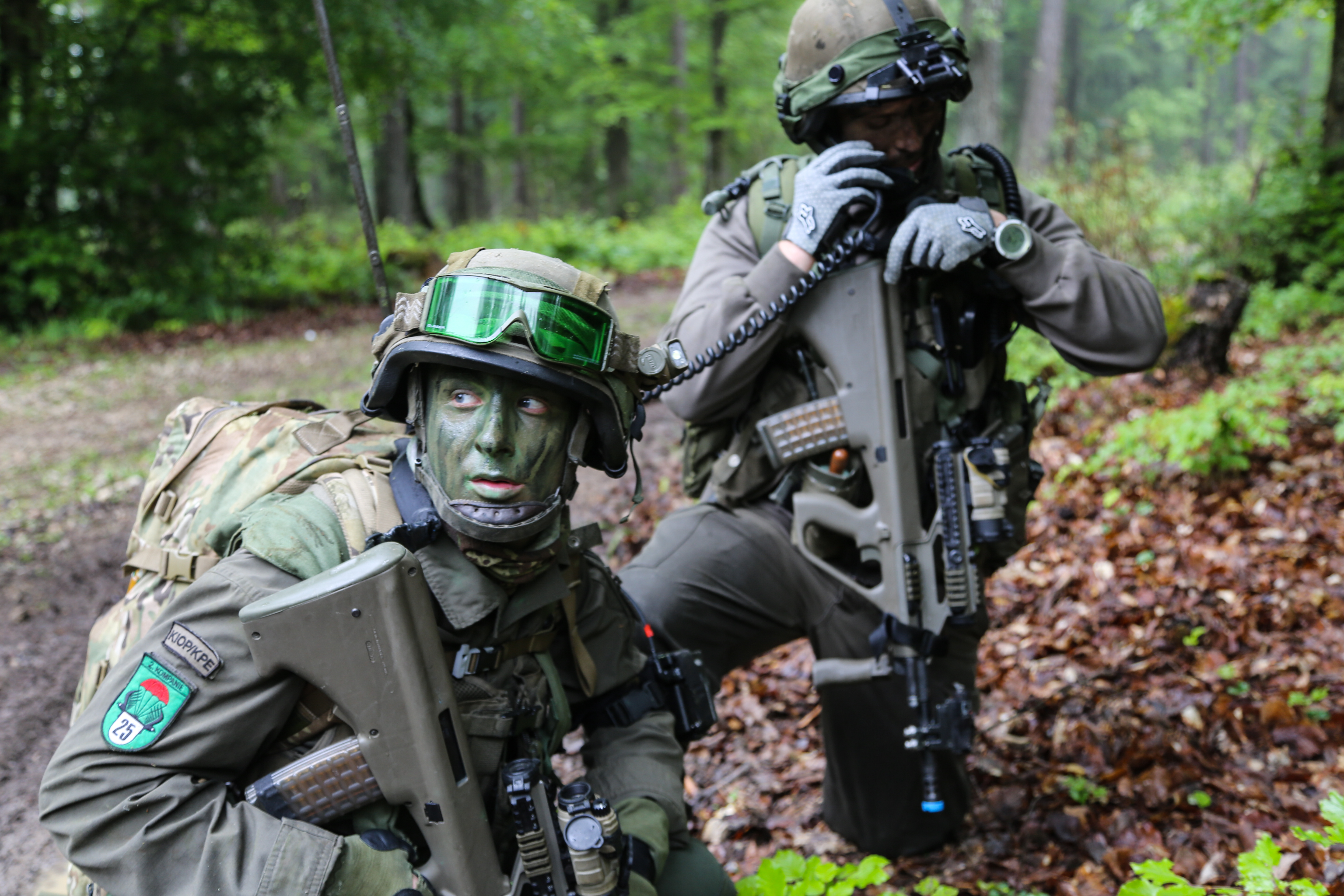
Австрійські військові на навчаннях Combined Resolve II

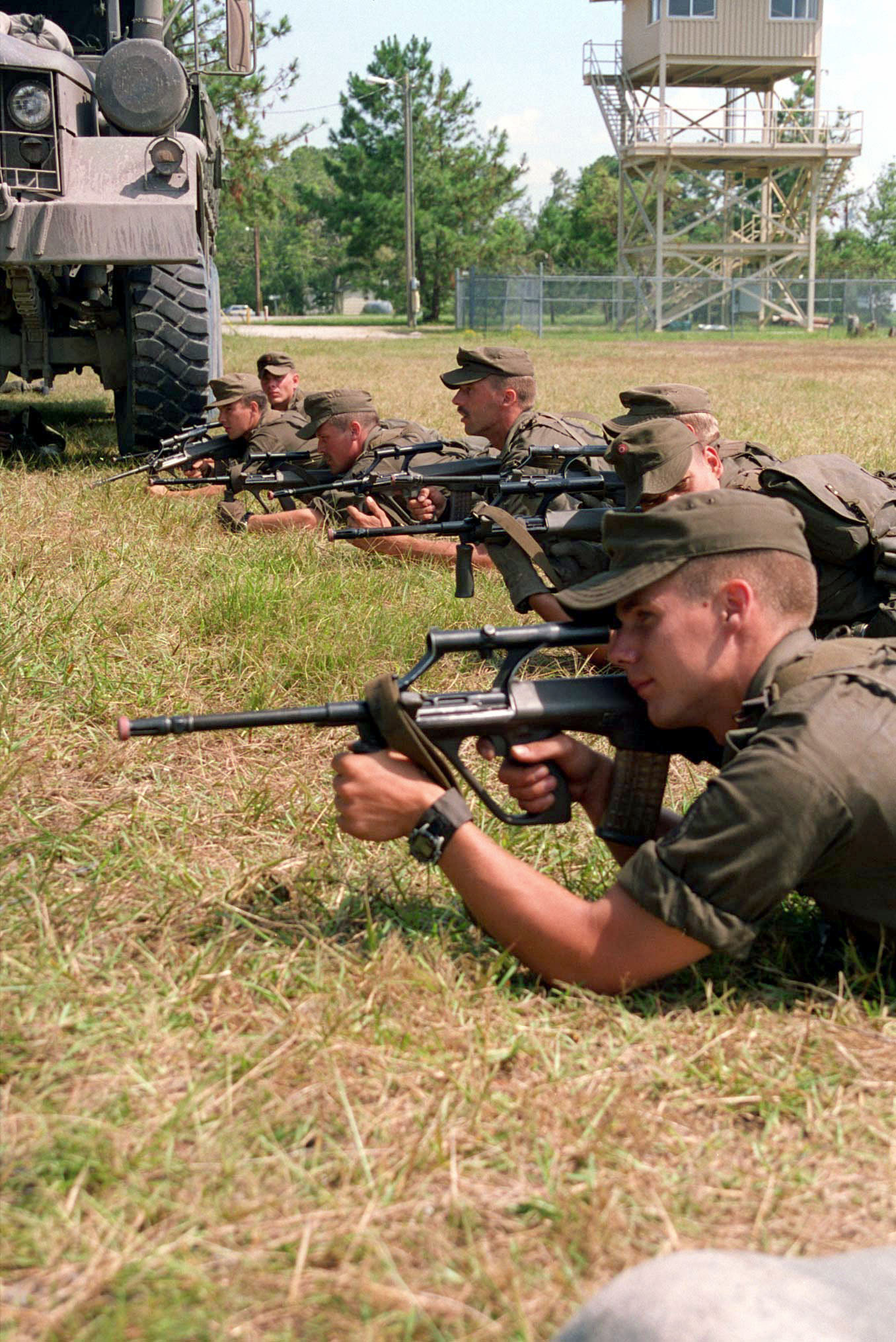
Австрійські військовослужбовці зі штурмовими гвинтівками Steyr AUG

Збройні сили Австрії, або австрійський Бундесгер (нім. Österreichs Bundesheer, дос. «Федеральна армія») — збройні сили Республіки Австрія, призначені для захисту свободи, незалежності та територіальної цілісності країни. Складаються з сухопутних і повітряних військ.

## Історія
Після розпаду Австро-угорської імперії та створення Австрійської республіки у 1918 році була створена національна армія Фольксвер (нім. Volkswehr «народний захист»). До 1921 року ця армія вела бойові дії на території Каринтії. З 1921 року і дотепер австрійські збройні сили мають назву Бундесгер (нім. Bundesheer «федеральна армія»). У 1938 році, напередодні аншлюсу, австрійські війська мали план оборони від Німеччини, але так і не змогли втілити його в життя.
У 1955 році Австрія проголосила нейтралітет, із того часу головним завданням Збройних сил Австрії є захист нейтралітету країни.
Із закінченням «холодної війни» австрійські військові все частіше допомагали прикордонній поліції у боротьбі з припливом нелегальних іммігрантів через австрійський кордон. Війна на сусідніх Балканах призвела до зняття обмежень на спектр озброєння з австрійських військових, які були запроваджені міжнародним договором 1955 року.

## Комплектування
Збройні сили Австрії комплектуються за призовом. Термін служби в армії Австрії — 6 місяців. Мобілізаційні ресурси країни оцінюються у 1,9 млн осіб, у тому числі 1,6 млн осіб придатні до військової служби.
Станом на 2009 рік австрійське військо налічує 35 тисяч солдатів, 945 тисяч резервістів та 30 тисяч поліційного резерву.

### Піхотна зброя
- Glock 17 — пістолет Глок 17
- FN FAL — легка автоматична гвинтівка
- Steyr AUG — армійська універсальна гвинтівка
- Steyr SSG 69 — снайперська гвинтівка ручного перезарядження
- MG 74 — німецький кулемет
- Browning M2 — важкий кулемет
- BILL 1 Anti-tank guided weapon — протитанкова наводна зброя
- Carl Gustaf — протитанковий гранатомет PAR 66/79 безвіткотна гармата
- L16 81mm Mortar — англійський 81-мм міномет

Steyr AUG A1
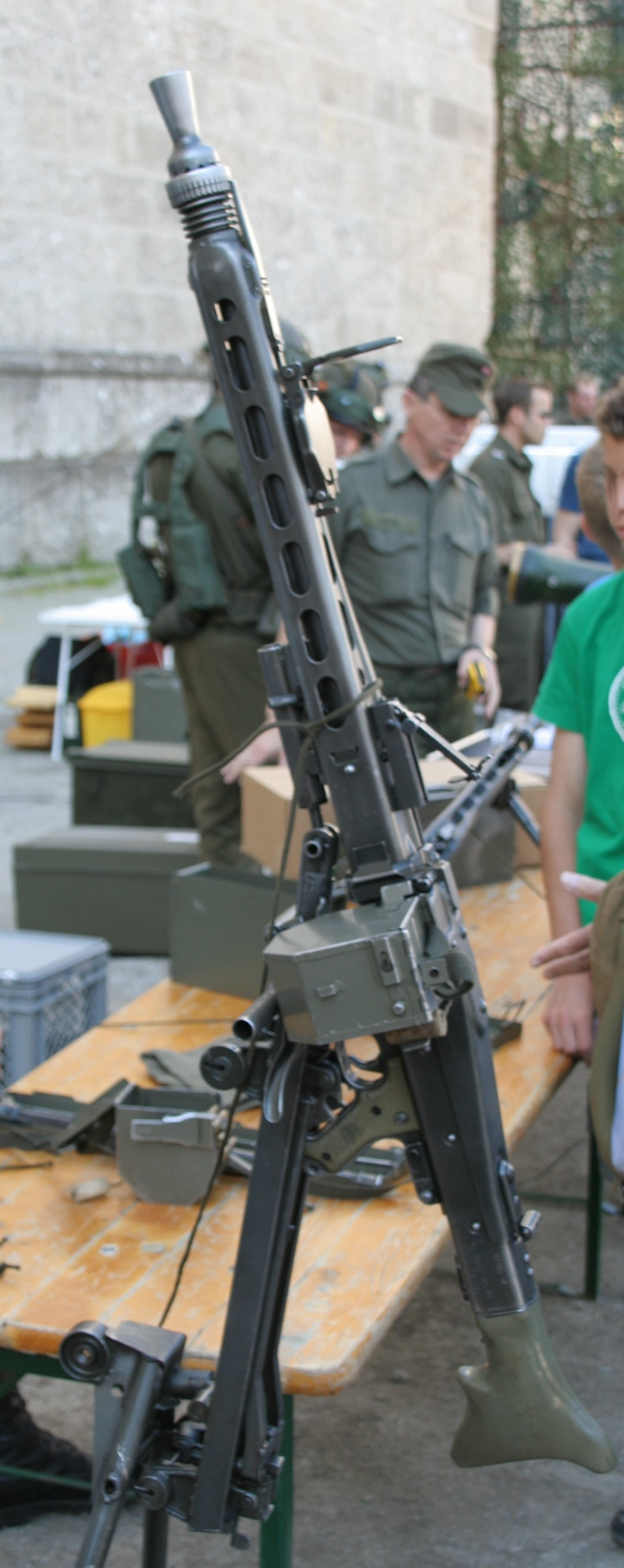
MG 74
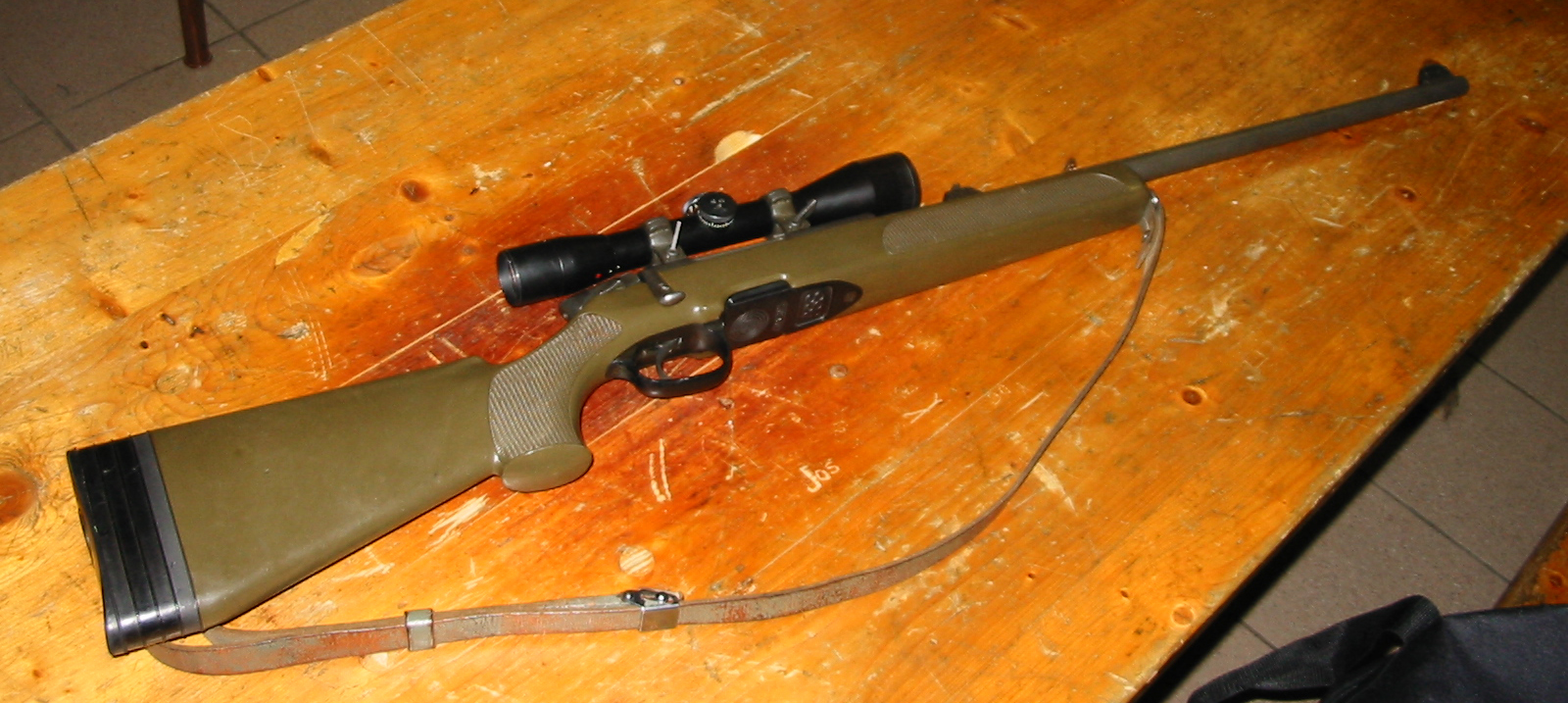
Steyr SSG 69
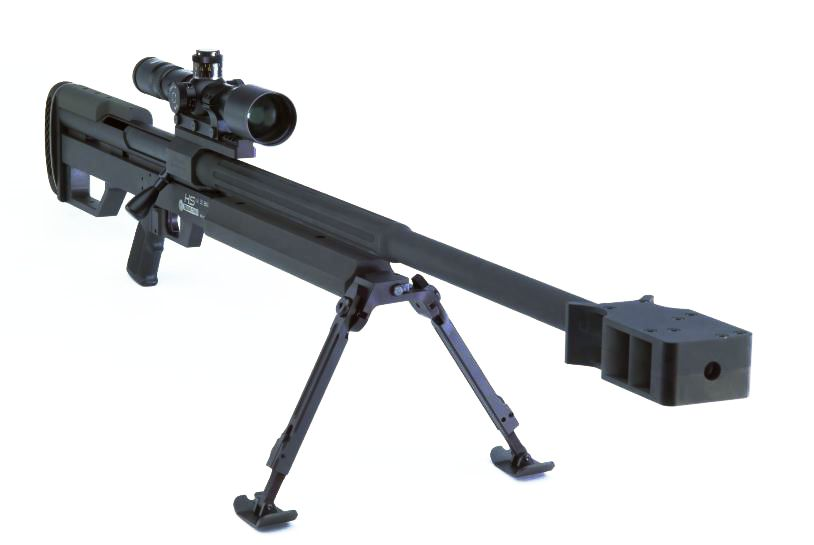
Steyr HS .50
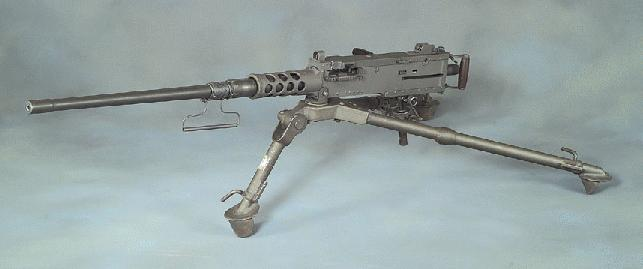
Browning M2
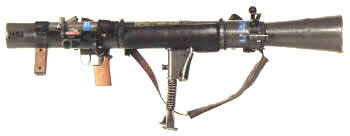
PAR 66/79

### Транспортні засоби

#### Мотоцикли
- BMW K 75 RT
- KTM 250

#### Легкові та вантажні автомобілі
- Steyr 12M18 для персоналу та матеріалів
- 307 MAN TGM 12.240 4х4 BL
- 268 Unimog U4000-ОВН
- 100 VW Touareg
- 300 Nissan Pick-Up
- Steyr Pinzgauer 710/712/714/716 M
- Puch G 4x4
- Вантажівки ÖAF.

#### Броньовані
Танк:
- 54 Leopard 2 A4 (MBT Leopard)

БМП:
- 112 Steyr Ulan (SPz Ulan)

Бронетранспортери:
- 68 Steyr Pandur A1 (MTPz Pandur A1)
- 1 Steyr Pandur 2 (MTPz Pandur 2)
- 3 Steyr Pandur санітарії (MTPz SAN)

БРЕМ:
- 10 M88 A1 (BgePz M88)
- 38 Steyr 4KH7FA-SB Greif A1 (BgePz Greif A1)

Інженерна машина:
- 19 Steyr 4KH7FA Greif

Бронеавтомобілі:
- 23 Dingo 2 (ATF Dingo 2)
- 150 Iveco LMV

### Авіація
На озброєнні ВПС Австрії знаходиться наступна техніка та засоби ураження: (англ.)
Дані про техніку та озброєння ПВС Австрії отримані зі сторінок журналу Aviation Week & Space Technology.
| Тип                                       | Виробник          | Призначення              | Кількість     | Примітки                                    | Зображення    |               |
| Бойові літаки                             | Бойові літаки     | Бойові літаки            | Бойові літаки | Бойові літаки                               | Бойові літаки | Бойові літаки |
| ----------------------------------------- | ----------------- | ------------------------ | ------------- | ------------------------------------------- | ------------- | ------------- |
| Eurofighter Typhoon                       | Європейський Союз | багатоцільовий винищувач | 15            | Отримано 24, скорочено до 18, а потім до 15 |               |               |
| Транспортні літаки                        |                   |                          |               |                                             |               |               |
| Lockheed C-130K                           | США               | транспортний літак       | 3             | Отримані від RAF                            |               |               |
| Pilatus PC-6/B                            | Швейцарія         | Загального призначення   | 8             | Отримано 26, 5 на консервації               |               |               |
| Навчальні літаки                          |                   |                          |               |                                             |               |               |
| Saab 105OE                                | Швеція            | навчально-бойовий        | 28            | Отримано 40                                 |               |               |
| Pilatus PC-7                              | Швейцарія         | навчально-тренувальний   | 12            |                                             |               |               |
| Гелікоптери                               |                   |                          |               |                                             |               |               |
| Aerospatiale SA 316A                      | Франція           | багатоцільовий           | 24            | Отримано 29                                 |               |               |
| Agusta AB 206A                            | Італія            | багатоцільовий           | 11            |                                             |               |               |
| Agusta AB 212 Bell Helicopter Textron 212 | Італія США        | багатоцільовий           | 22 1          | Отримано 26                                 |               |               |
| Sikorsky S-70A                            | США               | транспортний             | 9             |                                             |               |               |